# NaTran
Ne doit pas être confondu avec GRDF, autre filiale d'Engie s'occupant de la distribution de gaz naturel en France
Pour le réseau de transport d'électricité, voir RTE (entreprise).
NaTran (nommée GRTgaz jusqu'au 30 janvier 2025) est une société française fondée le 1er janvier 2005. L'entreprise est, avec Teréga, un des deux gestionnaires de réseau de transport de gaz ou assimilé en France.
NaTran reprend les activités préalablement assurées par le service transport de Gaz de France.
NaTran est filiale à 61 % du groupe Engie.

## Histoire
NaTran est une filiale du groupe industriel ENGIE pour 61 % environ (75 % précédemment) et d'un consortium public du groupe Caisse des dépôts, nommé Société d'infrastructures gazières (SIG), pour 39 % environ (25 % avant la montée au capital en décembre 2021) ; ce consortium est composé de :
- CNP Assurances ;
- CDC Infrastructure[4] (filiale de la Caisse des dépôts et consignations) ,
- la Caisse des dépôts et consignations.

La société est fondée le 1er janvier 2005 en application des directives européennes sur le marché européen de l’électricité et du gaz.
Lors de sa création, NaTran (ex GRTgaz) était une filiale de l'ancien groupe Gaz de France, fusionné avec l'ancien groupe Suez pour devenir GDF SUEZ, renommée Engie en mai 2015.
Une ouverture et augmentation du capital de NaTran à hauteur de 25 % - impliquant un consortium public – pour 1,1 milliard d'euros a été finalisée le 12 juillet 2011.
NaTran agit dans le secteur régulé de l'énergie : les tarifs de ses prestations sont publics et décidés par l’État, et son action est contrôlée par la CRE (Commission de régulation de l'énergie).
Si l’activité de NaTran est un monopole naturel, la société ne gère pas l’ensemble du transport de gaz naturel en France : Teréga, filiale d'un consortium Snam / GIC / EDF, est le gestionnaire du réseau de transport dans le quart sud-ouest de la France.
NaTran possède également une filiale en Allemagne, GRTgaz Deutschland (37 salariés), qui opère en collaboration avec Open Grid Europe le gazoduc MEGAL reliant la Tchéquie, l’Allemagne, l’Autriche et la France. Cette canalisation assure notamment l'approvisionnement en gaz naturel du sud de l’Allemagne et de la France.
En 2017, NaTran a également acquis la société de ports méthaniers Elengy, précédemment filiale directe d'Engie.
En juillet 2021, Engie annonce la vente d'une participation de 11,5 % dans NaTran au consortium public SIG regroupant le groupe Caisse des dépôts et consignations et CNP Assurances pour une valorisation de l’entreprise de 14,6 milliards d’euros,. Cette nouvelle structure du capital est effective le 22 décembre 2021, date du closing (en)[réf. souhaitée].
En septembre 2023, Adeline Duterque, jusqu'ici présidente du conseil d'administration, est nommée secrétaire générale de NaTran, succédant ainsi à Catherine Brun, en poste depuis 2018.
Le 30 janvier 2025, Sandrine Meunier dévoile la nouvelle identité de GRTgaz, qui devient "NaTran" association des abréviations des mots "Nature" et "Transports" et "Transition",.

## Activités
NaTran exploite, entretient et développe un réseau de gazoducs faisant circuler du gaz naturel à haute pression et commercialise des capacités de transport auprès de ses clients, les expéditeurs de gaz naturel présents sur le marché français du gaz (157 à fin 2019).

NaTran offre aussi des prestations de raccordement au réseau de transport, et permet aux clients industriels (733 à fin 2019) d'accéder directement aux marchés de gros du gaz naturel, en choisissant librement leur fournisseur.
NaTran assure l’équilibre général du système entre les entrées et les sorties de gaz et remplit des missions de service public pour garantir la continuité d’acheminement (transport) de gaz naturel, y compris par grand froid. La loi française prévoit en effet que, même en cas de froid exceptionnel, le réseau doit être en mesure de répondre au pic de la demande des consommateurs. Cette notion de froid exceptionnel est définie par la loi comme :
- un hiver froid tel qu’il s’en produit un tous les 50 ans ; dans le jargon gazier, c'est le « risque 2 % »[15],
- des températures extrêmement basses pendant une période de trois jours au maximum, telles qu’il s’en produit tous les 50 ans.

Début 2018, NaTran crée un centre de R&D (dit RICE pour Research & innovation center for energy). Il reçoit les laboratoires d’analyses de la qualité du gaz existants et les anciennes activités "R&D infrastructures gazières" d’Engie Lab Crigen. Environ 150 personnes y travaillent cinq programmes :
- Prospective énergétique, pilotage et optimisation des réseaux;
- Préparer les réseaux à l’arrivée de l’hydrogène;
- Préparer les réseaux à l’arrivée des méthanes renouvelables;
- Optimiser le fonctionnement, l’exploitation et la sécurité du système gazier;
- Réduire les impacts des activités gazières.

Le centre est implanté dans un site à Villeneuve-la-Garenne (Hauts-de-Seine), mais aussi à Alfortville (Val-de-Marne).

## Réseau de transport de NaTran
Depuis sa création, NaTran est propriétaire du réseau de transport qui est son outil industriel et son actif principal[réf. nécessaire].

### Canalisations de transport de gaz naturel
Le réseau de canalisations géré par NaTran concerne l’ensemble de la France à l’exception du sud-ouest. Il est composé :
- d’un réseau principal long de 7 904 km à fin 2019[12] : les plus grandes artères (diamètres de 400 mm à 1 200 mm et pressions de 67,7 à 95 bar, voire davantage ponctuellement) ;
- d'un réseau régional, long de 24 623 km à fin 2019[12] : de plus petit diamètre (de 80 mm à 300 mm ; pression de 16 à 40 bar), ces gazoducs ont pour objet d’alimenter les clients industriels et les distributions publiques.

Les gazoducs sont en France quasi-systématiquement enterrés. Ils sont principalement situés dans les zones rurales (90 %) et sont repérables par des bornes et balises jaunes, en surface, qui signalent leur proximité ; une bande de servitude, de 5 à 20 mètres de large, sur laquelle aucune végétation haute ne doit pousser et aucune construction ne doit être implantée, permet également d'en deviner la présence en zone boisée. C’est donc en forêt que le passage des gazoducs est le plus « visible », car leur tracé constitue une bande dépourvue d'arbres hauts, dits de « haute tige ».
Certaines de ces canalisations pourront servir au transport d’hydrogène. NaTran a annoncé le développement d’une infrastructure de transport d’hydrogène de 1 200 km en France à horizon 2030. Lancé en 2022 par NaTran, Teréga, Enagás et REN, le projet H2med correspond à un couloir européen de l'hydrogène reliant le Portugal, l'Espagne et la France au réseau énergétique de l'Union européenne.

### Autres installations industrielles
Le gaz circulant dans ces canalisations perd de la vitesse et de la pression au fur et à mesure de son parcours ; il faut donc le re-comprimer à intervalles réguliers. Tous les 150 à 200 km environ, des compresseurs sont rassemblés dans une station de compression (le réseau NaTran en compte 26 à fin 2019), pour redonner de l'énergie cinétique au gaz. En outre, des stations d’interconnexion permettent d’orienter le gaz dans telle ou telle canalisation, à l'image d'un réseau de distribution d'eau.
Les gazoducs et les stations de compression sont les principaux composants du réseau de transport de gaz naturel ; ils sont complétés par les stations d’interconnexion, les postes de sectionnement ou de coupure (4 812 à fin 2019) et les postes de détente-livraison (4 368 à fin 2019). Des stations d'odorisation (31 à fin 2019) permettent d'injecter dans le réseau de transport un produit odorant, le tétrahydrothiophène (THT), destiné à mettre en évidence d'éventuelles fuites notamment sur les réseaux avals de distribution.
Depuis 2015, NaTran injecte du biométhane dans son réseau. La filière française du biométhane connait une croissance forte avec une augmentation de 64 % de la capacité de production annuelle (6,4 TWh fin 2021).
Depuis 2019, NaTran met en service des postes de rebours, permettant de comprimer le gaz et le faire circuler du réseau de distribution vers le réseau de transport, c’est-à-dire dans le sens inverse au sens habituel. Lorsque le biométhane produit localement et injecté dans le réseau de distribution devient supérieur à sa consommation sur le territoire, l’installation de rebours fonctionne. Le biométhane excédentaire est alors injecté sur le réseau de transport et acheminé vers les territoires voisins pour être consommé, ou vers des stockages souterrains pour une consommation future.
NaTran développe des projets de transport pour acheminer le CO2 capté par les industriels en vue de son stockage géologique.

### Investissements sur l'outil industriel

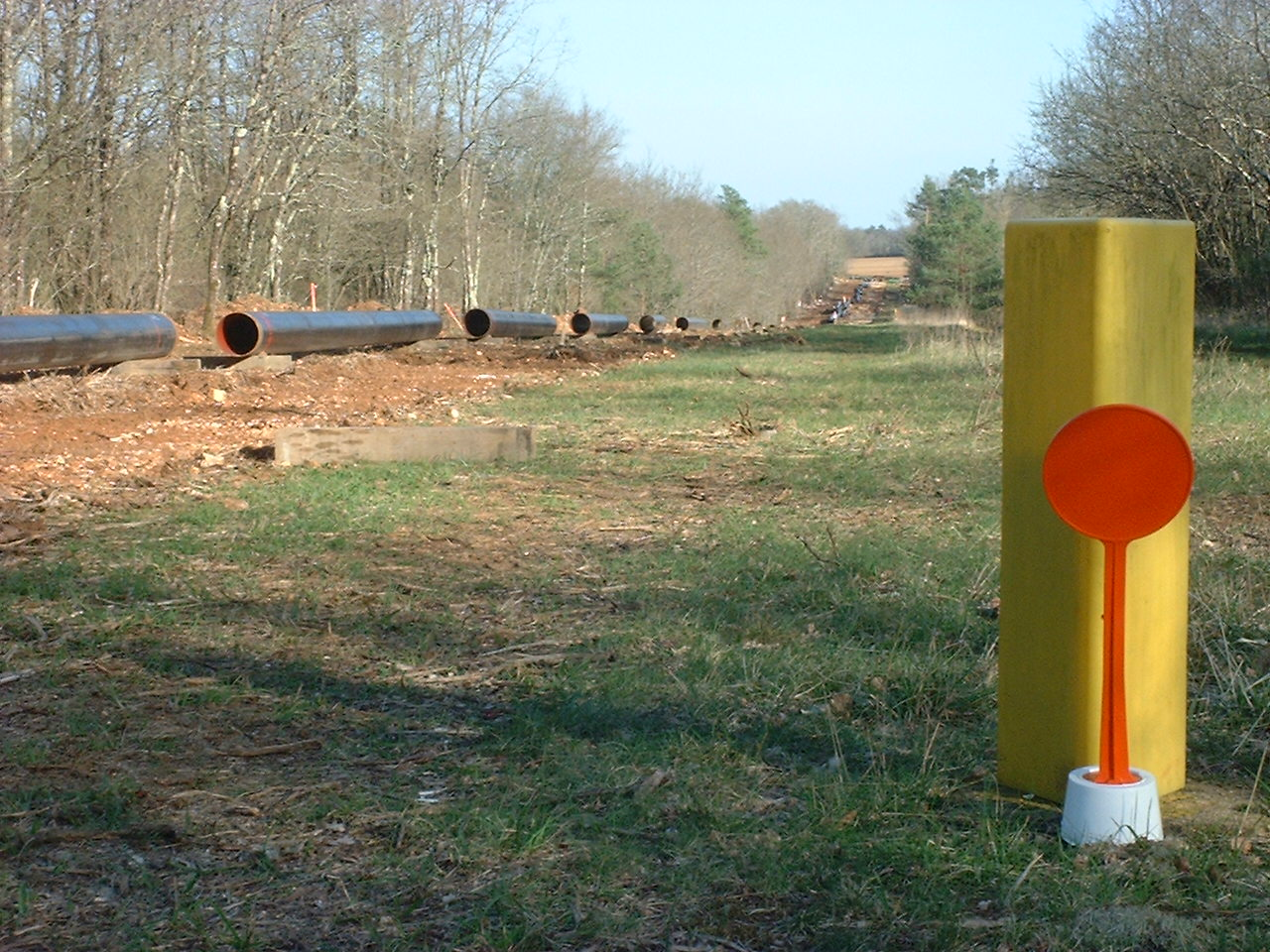
Chantier de pose de gazoduc.

NaTran a un programme d’investissements sur dix ans, pour développer et optimiser son outil industriel. Les finalités de ce programme sont :
- le développement du réseau : décongestion des points d’entrée, de sortie du réseau, augmentation de la capacité de transport ;
- le respect des obligations de service public : notamment le dimensionnement du réseau régional afin de répondre aux pics de consommation en cas d’hiver très froid ;
- la sécurité du réseau : déploiement des normes de sécurité régissant les ouvrages de transport de gaz revues en 2006, sur les ouvrages à venir comme les gazoducs et stations de compression existantes, pour une protection optimale des populations et de l’environnement ;
- le respect de l’environnement : application des évolutions de la réglementation environnement aux ouvrages, certification ISO 14001 des stations de compression ;
- la fiabilisation et la maintenance des installations ;
- le raccordement de nouveaux consommateurs sur le réseau de transport : notamment les centrales de production d’électricité.

En 2015, l'entreprise a investi 624 millions d'euros, pour la maintenance et le développement des installations, dont 16,7 % dédiés aux gaz renouvelables et à la trajectoire carbone.
NaTran a déjà investi plus de deux milliards d'euros entre 2013 et 2015, notamment dans le développement des projets « Hauts de France II » et « Arc de Dierrey » (180 km) pour raccorder le nouveau terminal méthanier de Dunkerque, ou dans le développement des interconnexions avec la Belgique, l’Allemagne et l’Espagne.
NaTran est responsable de l'entretien régulier de la signalétique associée à son réseau.

## Projet Eridan
NaTran a lancé en 2007 un nouveau projet de gazoduc de 220 km entre les Bouches-du-Rhône et la Drôme, pour augmenter les capacités de transport de gaz naturel dans le Sud-Est français. Ce projet, baptisé Eridan, a fait l’objet d’études approfondies pour trouver les solutions de moindre impact, associées à une politique de concertation sur plus de cinq ans, avec un débat public organisé sous l’égide de la Commission nationale du débat public en 2009, une enquête publique en 2013 et de nombreuses réunions publiques.
Eridan a cependant suscité plusieurs critiques, notamment de la part des exploitants agricoles et des associations de riverains en raison :
- des contraintes de plusieurs infrastructures industrielles que subit déjà la vallée du Rhône : LGV, autoroutes, centrale nucléaire… ;
- des risques de servitude d'utilité publique dans les propriétés environnantes ;
- de l'impact des produits acheminés sur l’environnement en cas d’incident.

Les négociations avec les parties prenantes locales ont conduit NaTran à faire évoluer le tracé du projet,.
Le projet a reçu le feu vert du gouvernement français et a été déclaré d'utilité publique par arrêté interpréfectoral le 27 octobre 2014, mais un recours en annulation a été porté par des associations et communes. NaTran a par la suite obtenu l’autorisation ministérielle de construire et d’exploiter l’ouvrage le 5 janvier 2015 (arrêté publié au Journal officiel le 16 janvier).
Si Eridan s'inscrivait dans le plan décennal de développement 2015-2024 de NaTran, le projet a été abandonné en décembre 2019.

## Nouvelles solutions énergétiques
NaTran participe à la filière dite « gaz renouvelable » (biométhane et hydrogène bas-carbone).

### Biométhane
NaTran permet l'injection dans le réseau de transport du biométhane issu du biogaz produit par méthanisation d'ordures ménagères, de biomasse-énergie ou de boues de stations d'épuration. Le biométhane ainsi produit est injecté dans le réseau de distribution, ou directement dans le réseau de transport. Il alimente les clients en gaz renouvelables.
Le premier poste de raccordement de biométhane au réseau de transport français a été mis en service à Chagny (Saône-et-Loire) en 2015. 63 sites de méthanisation sont raccordés sur le réseau NaTran et 12 rebours sont en fonctionnement depuis 2022.

### Gazéification hydrothermale
La gazéification hydrothermale permet de traiter des déchets et résidus de biomasses humides comme les boues de station d'épuration, les nombreux effluents d'activités industrielles (agroalimentaire, papeterie, chimie...), les effluents agricoles dont ceux d'élevage et enfin les digestats issus d'unités de méthanisation. La gazéification hydrothermale consiste à comprimer ces biomasses (entre 210 et 350 bar) et les chauffer (entre 360 et 700°C) dans un réacteur pour les convertir en un gaz renouvelable, riche en méthane, contenant également de l'hydrogène.
Cette technologie réduit fortement (jusqu'à 99 %) le volume de déchets, sépare et récupère des sels minéraux (comme le phosphore ou le potassium), de l'azote et de l'eau. Elle élimine toute trace de produits pathogènes, bactéries, virus et sait également convertir des microplastiques en gaz.

### Pyrogazéification
La pyrogazéification transforme en gaz injectable dans les réseaux des déchets solides peu ou mal valorisés comme les résidus de biomasse, pneus, plastiques en les chauffant à très haute température (entre 800 et 1 500°C) avec peu ou pas d’oxygène.
La pyrogazéification pour injection permettra de réduire les émissions de CO2 d’un million de tonnes par an d’ici 2030.

### Power to gas

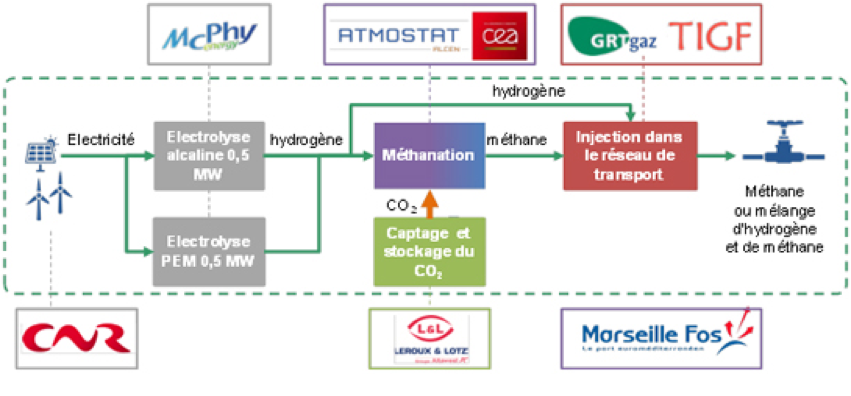
Démonstrateur Power-to-Gas Jupiter 1000.

NaTran investit également dans la conversion d'électricité en gaz (ou power to gas), qui permet d’utiliser conjointement les surplus d’électricité d’origine renouvelable excédentaire (éolienne et solaire) et de recycler les émissions de CO2 industrielles. Le méthane de synthèse ainsi produit par méthanation peut ensuite être injecté dans le réseau de transport de gaz. Décidé en 2015, le premier pilote industriel de ce type, Jupiter 1000, coordonné par NaTran, est en service depuis début 2020 à Fos-sur-Mer, en collaboration avec le Grand port maritime de Marseille.

### Mobilité gaz
En matière de mobilité, NaTran contribue à développer le réseau d’avitaillement des véhicules roulant au gaz naturel véhicule (GNV), carburant contribuant à réduire les gaz à effet de serre (- 25 % de CO2 par rapport à l’essence et – 10 % de CO2 par rapport au diesel). Lorsqu’il est issu du biométhane (bioGNV), le GNV est 100 % renouvelable. En 2022, 253 points d'avitaillement en gaz naturel comprimé ou en gaz naturel liquéfié sont ouverts au public et 81 sont en projet.

## Innovations technologiques
Dans le domaine de l'innovation technologique, NaTran fait notamment usage de drones pour la surveillance de son réseau et l'entretien de ses bandes de servitude[réf. nécessaire], pour une meilleure prévention des risques naturels et humains, en complément des dispositifs traditionnels (survols en avion ou hélicoptère, inspections terrestres, centres de contrôle).
La récupération d'énergie thermique sur les postes de détente pour produire de l'électricité fait l'objet d'un projet avec le fabricant de turbines Enertime.
La réalité virtuelle est en outre utilisée par la société pour la formation des techniciens de maintenance : un casque immersif leur permet de simuler des actions de maintenance peu fréquentes, sans pénaliser le fonctionnement courant du réseau.
Une plateforme d’open data, ODRE, donne un accès libre à des données numériques multi-énergies. Cela permet aux collectivités d’affiner la connaissance énergétique de leur territoire et aux entreprises de développer de nouveaux services basés sur l’exploitation de ces données.
Des capteurs connectés sont utilisés sur des postes isolés pour permettre de remonter l’ensemble des données nécessaires à l’exploitation et au pilotage du réseau de transport.
NaTran a lancé Ecogaz en 2022, en partenariat avec l’ADEME et Teréga. C'est un outil permettant de tenir informés les consommateurs sur les tensions du réseau, dans le contexte énergétique lié à la guerre en Ukraine. Il permet d’avoir une visibilité sur la situation gazière grâce aux prévisions de consommation des prochains jours et à l’équilibre entre les entrées et les sorties de gaz sur le réseau.

## Statuts et gouvernance
NaTran est une société anonyme.
Son conseil d'administration comprend des représentants du groupe ENGIE, des salariés, un administrateur indépendant et d'autres actionnaires.
Sandrine Meunier est directrice générale depuis le 25 janvier 2024, date à laquelle elle succéde à Thierry Trouvé.
En 2021, NaTran fait adopter dans ses statuts une raison d’être : « Ensemble, rendre possible un avenir énergétique sûr, abordable et neutre pour le climat ».